# Paul Buschenhagen
Paul Buschenhagen (né le 14 septembre 1904 à Berlin et mort le 18 octobre 1993 dans la même ville) est un coureur cycliste sur piste allemand. Professionnel de 1926 à 1934, il remporte notamment 5 courses de six jours sur les 31 auxquelles il prend part. Il devient par la suite directeur des Six Jours de Berlin dans les années 1940 et 50.

## Palmarès

### Six jours
- 1929 : Six Jours de Stuttgart (avec Piet van Kempen)
- 1930 : Six Jours de Berlin, Six jours de Breslau, Six Jours de Bruxelles (avec Piet van Kempen)
- 1933 : Six Jours de Dortmund (avec Adolf Schön)